# Teleșeuca Nouă, Dondușeni
Teleșeuca Nouă este un sat din cadrul comunei Teleșeuca din raionul Dondușeni, Republica Moldova.

## Demografie

### Structura etnică
Conform recensământului populației din 2004, satul avea 211 locuitori: 207 moldoveni/români, 2 ucraineni și 2 ruși.